# Rumtopf

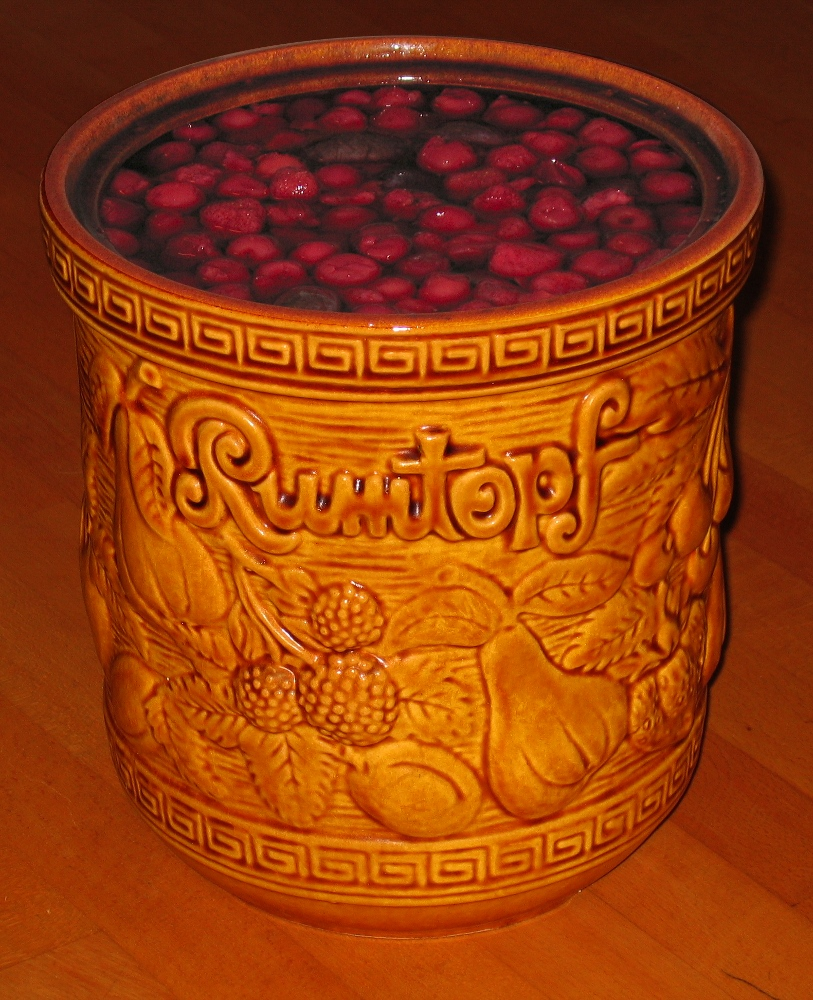
Rumtopf

Rumtopf se denomina a una olla (generalmente elaborada de cerámica) que se suele emplear específicamente en la conservación de ciertas frutas en ron. Esta técnica se emplea con la intención de tener disponibles en invierno, las frutas de temporada que maduran durante la primavera y el verano. Suele ser muy habitual en la cocina alemana y su método fue muy popularizado en la década de 1950 por el cocinero televisivo Clemens Wilmenrod. Es un postre que se suele servir (a veces para decorar) diversos dulces navideños. 

## Características
Se suele elaborar con diversas frutas que se producen en cantidades durante los meses estivales. Tales son las fresas, frambuesas, cerezas, moras, melocotones, etc. Estas frutas suelen introducirse en un recipiente (generalmente en una olla de barro: Topf en alemán) con un líquido con gran contenido alcohólico (destilado). La proporción habitual es el mismo volumen de líquido que de fruta. Se suele añadir azúcar (mitad de volumen que de líquido). Se suele servir como decoración de algunos helados o waffles. 